# Rosetta (film)
 (février 2016).
Si vous disposez d'ouvrages ou d'articles de référence ou si vous connaissez des sites web de qualité traitant du thème abordé ici, merci de compléter l'article en donnant les références utiles à sa vérifiabilité et en les liant à la section « Notes et références ».
Pour les articles homonymes, voir Rosetta.
Pour plus de détails, voir Fiche technique et Distribution.
Rosetta est un film belge réalisé par Jean-Pierre et Luc Dardenne, sorti en 1999.

## Synopsis
Rosetta, jeune femme de 18 ans, a perdu son emploi en usine, en fin de période d'essai. Mise en colère par l'annonce de son licenciement, elle se rebelle et la police est obligée de l'évacuer. Vivant dans une roulotte avec sa mère alcoolique, Rosetta va mener des jours durant une guerre sans relâche pour retrouver du travail. Elle lutte contre sa mère. Elle trouve un autre emploi, le perd et le retrouve. Elle est obsédée par la peur de disparaître, par la honte d'être une déplacée. Elle voudrait une vie « normale », comme les autres, parmi eux.

## Fiche technique
- Titre : Rosetta
- Réalisation : Luc et Jean-Pierre Dardenne
- Scénario : Luc et Jean-Pierre Dardenne
- Décors : Igor Gabriel
- Costumes : Monic Parelle
- Photographie : Alain Marcoen
- Cadreur : Benoît Dervaux
- Son : Jean-Pierre Duret
- Régie : Philippe Graff
- Montage : Marie-Hélène Dozo
- Mixage : Thomas Gauder
- Musique : Jean-Pierre Coco
- Production : Luc et Jean-Pierre Dardenne, Michèle et Laurent Pétin ; productrice associée : Arlette Zylberberg
- Pays de production :  Belgique,  France
- Langue : français
- Format : 35 mm (blow-up) - 1.66 : 1 - Mono
- Genre : drame
- Durée : 95 minutes
- Date de sortie : 1999

## Distribution
- Émilie Dequenne : Rosetta
- Fabrizio Rongione : Riquet
- Anne Yernaux : la mère
- Olivier Gourmet : le patron
- Bernard Marbaix : le gardien du camping
- Frédéric Bodson : le chef du personnel
- Florian Delain : le fils du patron
- Christiane Dorval : première vendeuse
- Sophia Leboutte : la femme virée
- Jean-François Noville : l'employé de l'ONEM

## Tournage
Parmi les lieux de tournage, on reconnait principalement les deux tours situées en rive gauche du pont de Seraing (tours en cours de destruction fin 2023) à Jemeppe-sur-Meuse, au pied desquels se trouve le parking où est installée la caravane. Les rampes d'accès, empruntées à cyclomoteur dans le film, ont depuis été supprimées lors de la rénovation du site. Des scènes ont également été tournées au camping communal de Hamoir, et à l'ancienne usine Mio à Chênée. La station d'essence, située dans la montée de la route nationale 617 entre Ougrée et Boncelles, a également été démolie. L'étang se situe à Nandrin.

## Influences
- Si vous ne connaissez pas le sujet, laissez ce bandeau (vous pouvez alors contacter les auteurs).
- Si vous supprimez le contenu mis en cause (vous pouvez préalablement contacter les auteurs),

argumentez précisément cette suppression dans la page de discussion
(un manque de référence n'est pas un argument ; une recherche réelle de référence doit avoir été effectuée, être formellement documentée).
Rosetta est un film très influencé par le néoréalisme italien (Vittorio De Sica, Roberto Rossellini), le cinéma de Maurice Pialat (L'Enfance nue et surtout Passe ton bac d'abord), le film Mouchette de Robert Bresson ou encore certaines œuvres de John Cassavetes dont Une femme sous influence pour le portrait vivant et agité d'une femme au bord de l'implosion.
Le cadreur Benoît Dervaux a une grande responsabilité dans l'évolution de l'œuvre des réalisateurs. Ce film a aussi des similitudes avec Klinkaart (1956) de Paul Meyer.
Inversement, on retrouve la même thématique et la même rage de vaincre l'adversité dans Louise Wimmer (2011), réalisé par Cyril Mennegun, où la principale protagoniste se retrouve à une trentaine d'années d'écart de Rosetta à devoir se battre pour retrouver une vie sociale.

## Commentaires
- Si vous ne connaissez pas le sujet, laissez ce bandeau (vous pouvez alors contacter les auteurs).
- Si vous supprimez le contenu mis en cause (vous pouvez préalablement contacter les auteurs),

argumentez précisément cette suppression dans la page de discussion
(un manque de référence n'est pas un argument ; une recherche réelle de référence doit avoir été effectuée, être formellement documentée).
Après La Promesse découvert à Cannes à la Quinzaine des réalisateurs, Rosetta popularisa la « patte Dardenne ». Caméra à l'épaule, les réalisateurs collent convulsivement à leur personnage principal dans des situations de la vie quotidienne où s'entrecroisent le banal et l'extraordinaire (scène de travail à l'usine conclue par un licenciement qui tourne mal). Il s'entrechoque alors des mouvements contraires tels que la passivité et l'agitation des corps, les sentiments de rage et ceux d'une joie gênée, la solidarité de classe et la méchanceté intéressée... 
Au-delà de l'attention au réel et de l'attachement scrupuleux à la vérité des gestes, Carole Desbarats avance que « la fiction de Rosetta, toute mâtinée de documentaire qu'elle soit, met en place l'engrenage du mélodrame ». Luc Dardenne qui en était bien conscient écrit dans son journal de bord : « il faut que Rosetta résiste à ce qui permet au spectateur de verser des larmes sur lui-même. »
Le prénom « Rosetta », mentionné pour la première fois dans le journal de bord de Luc Dardenne à la date du 1er septembre 1994, est un hommage à l'écrivaine italienne Rosetta Loy (op.cit). Le scénario d'origine prévoyait un personnage d'assistant social et le personnage de la mère de Rosetta y était plus étoffé ; les réalisateurs ont justifié ces changements pour « permettre à la caméra d'être plus encore dans l'obsession de Rosetta ».

## Réception critique
Récompensé par une Palme d'or surprise au Festival de Cannes 1999, décernée à l'unanimité (alors que tout le monde attendait le sacre de Pedro Almodóvar avec Tout sur ma mère), le film fut violemment critiqué en son temps. Il fut taxé d'une certaine complaisance et de « misérabilisme » dans ce portrait d'une jeune chômeuse interprétée par Émilie Dequenne (également récompensée à Cannes), âgée de 18 ans à l'époque et dont ce fut la toute première apparition à l'écran. La direction du festival avait d'ailleurs exprimé son mécontentement face à ce choix, ce qu'a expliqué la dramaturge Yasmina Reza, membre du jury cette année-là, dans un entretien en 2007 : « Bien sûr, et ce n'est une surprise pour personne, Gilles Jacob était en profond désaccord avec notre palmarès [Palme d'Or : Rosetta nldr]... ». Le film eut aussi de très nombreux défenseurs, et sut trouver son public.
Avis de la presse en 1999 : 
- Jean-Michel Frodon dans Le Monde affirme que le film traduit « l'invention d'une mise en scène redéfinissant autrement la distance qui fonde la représentation. Celle-ci s'établit non plus entre le réalisateur et ses plans, mais directement entre le spectateur et cette unité composite que forment mise en scène et personnage. »
- Jean-Jacques Rue de Cine Rom a dit que «...en constatant la maîtrise époustouflante de la mise en scène et la force troublante du jeu d'Émilie Dequenne, on comprend mieux pourquoi la radicalité de Rosetta ne peut que déranger les tièdes. »
- Selon Philippe Paumier de Ciné Live, « Les Dardenne réinventent un cinéma du quotidien authentique, poignant et forcément exigeant dans la mesure où le spectateur a tout loisir de construire le hors-champ. »
- Pierre Vavasseur du journal Le Parisien écrit que « Non seulement le film n'a pas volé sa Palme d'or à Cannes, ni Émilie Dequenne son prix d'interprétation mais grâce à leur remarquable actrice, ces deux chirurgiens du social que sont les frères Dardenne filment à cœur ouvert. »
- Pour Marine Landrot de Télérama : « Après la “psychanalyse” sauvage du jeune Igor de La Promesse, contraint de “tuer” son ordure de père pour devenir un homme bien, Rosetta est une nouvelle plongée dans l'inconscient meurtri d'une enfant trop vite montée en graine. »
- Frédéric Bonnaud écrit dans Les Inrockuptibles que « Si Rosetta impressionne autant, c'est parce qu'il ne cède jamais à l'explication. Tout à la poursuite de sa propre rudesse formelle [...], le film va jusqu'à refuser les charmes faciles de l'empathie. »
- Laurent Marchi, du Planète Cinéma, écrit : « Rosetta est le résultat d'un extrême travail qui ne laisse pas la place à l'improvisation. Le paradoxe et la beauté du travail tenant justement dans cette impression de vérité alors même que tout est préparé, pensé, écrit et répété. »

## Impact socio-culturel
La convention de premier emploi, créée par le gouvernement belge et visant à favoriser l’insertion des jeunes sur le marché de l’emploi, a été baptisée familièrement « Plan Rosetta ». Les frères Dardenne affirment que le fait que cette disposition soit sortie le même mois que le film est une pure coïncidence. Dans une interview pour le journal The Guardian,  Jean-Pierre Dardenne explique : « Non, cette loi existait déjà, elle n'avait juste pas encore été votée, la vérité est toujours moins intéressante que la fiction. ».

## Distinctions

### Récompenses
- Prix André-Cavens de l’Union de la critique de cinéma (UCC) 1999 : Prix André-Cavens du meilleur film belge
- Festival de Cannes 1999 : Palme d'or (à l'unanimité)
- Festival de Cannes 1999 : Prix d'interprétation féminine pour Émilie Dequenne
- Prix Joseph-Plateau 2000 : Meilleur film, meilleure réalisation, meilleure actrice

### Nomination
- César 2000 : César du meilleur espoir féminin pour Émilie Dequenne